# Ila-kabkabu
Ila-kabkabu je amorejsko ime, ki se dvakrat pojavi na Seznanu asirskih vladarjev:
Prvi Ila-kabkabu (akadsko 𒀭𒆏𒅗𒁉, latinizirano: ILA-KAB-ka-bi) je na seznamu omenjen med "kralji, katerih očetje so znani". Njegov oče in predhodnik je bil Jazkur-el, njegov sin in naslednik pa Aminu. Ila-kabkabu Asirski je vladal okoli leta 2100 pr. n. št.
Drugi je Ila-kabkabu iz Terke, omenjen kot oče Šamši-Adada I., ki je tudi na Seznamu asirskih vladarjev. Šamši-Adad I. na asirski prestol ni prišel kot očetov naslednik, ampak kot osvajalec, njegov oče pa je bil amorejsko in ne asirski kralj. Bil je kralj Terke (v Siriji) in vladal približno takrat kot marijski kralj Jagid-Lim (vladal okoli 1834–1813 pr. n. št.). Po zapisih v Marijski eponimski kroniki je Ila-kabkamu zasedel Šuprum (verjetno okoli 1790 pr. n. št.), potem pa je Šamši-Adad I. "vstopil v očetovo hišo", se pravi da ga je (naslednje leto) nasledil na prestolu Terke. Šamši-Adad I. je kasneje osvojil obsežno ozemlje in postal kralj Asirije in ustanovitelj Amoritske dinastije.
Ker se ime Ila-kabkabu omenja na dveh mestih Seznama asirskih kraljev, velja odstavek "kralji, katerih očetje so znani", pogosto, vendar ne na splošno, za seznam prednikov Šamši-Adada I. V skladu s to domnevo so znanstveniki sklepali, da je bila prvotna oblika asirskega seznama kraljev med drugim zapisana kot "poskus, da se upraviči, da je bil Šamši-Adad I. zakoniti vladar mestne države Aššur". V ta namen so njegove neasirske prednike vključili v domače asirsko rodoslovje. Po tej razlagi bi se obe imeni nanašali na istega moža, očeta Šamši-Adada I., čigar vrstica je bila vrinjena v seznam. Imeni se vsekakor lahko nanašata tudi na dve različni osebi, ki sta bili morda v sorodstvu.